# روبرت هامادا
روبرت هامادا (بالإنجليزية: Robert Hamada) هو مهندس أمريكي، ولد في 1937.